# Comuna Boghiș, Sălaj
Boghiș este o comună în județul Sălaj, Transilvania, România, formată din satele Boghiș (reședința) și Bozieș.

## Demografie
Componența etnică a comunei Boghiș
     Maghiari (65,85%)
     Romi (25,3%)
     Români (6,65%)
     Alte etnii (0%)
     Necunoscută (2,2%)
Componența confesională a comunei Boghiș
     Reformați (54,11%)
     Ortodocși (21,58%)
     Penticostali (9,85%)
     Baptiști (8,8%)
     Adventiști (2,15%)
     Alte religii (0,94%)
     Necunoscută (2,57%)
Conform recensământului efectuat în 2021, populația comunei Boghiș se ridică la 1.909 locuitori, în creștere față de recensământul anterior din 2011, când fuseseră înregistrați 1.858 de locuitori. Majoritatea locuitorilor sunt maghiari (65,85%), cu minorități de romi (25,3%) și români (6,65%), iar pentru 2,2% nu se cunoaște apartenența etnică. Din punct de vedere confesional, majoritatea locuitorilor sunt reformați (54,11%), cu minorități de ortodocși (21,58%), penticostali (9,85%), baptiști (8,8%) și adventiști (2,15%), iar pentru 2,57% nu se cunoaște apartenența confesională.

## Politică și administrație
Comuna Boghiș este administrată de un primar și un consiliu local compus din 11 consilieri. Primarul, István Bernáth[*], de la Uniunea Democrată Maghiară din România, este în funcție din octombrie 2020. Începând cu alegerile locale din 2024, consiliul local are următoarea componență pe partide politice:
|  | Partid                                 | Consilieri | Componența Consiliului | Componența Consiliului | Componența Consiliului | Componența Consiliului | Componența Consiliului | Componența Consiliului | Componența Consiliului | Componența Consiliului | Componența Consiliului | Componența Consiliului |
|  | -------------------------------------- | ---------- | ---------------------- | ---------------------- | ---------------------- | ---------------------- | ---------------------- | ---------------------- | ---------------------- | ---------------------- | ---------------------- | ---------------------- |
|  | Uniunea Democrată Maghiară din România | 10         |                        |                        |                        |                        |                        |                        |                        |                        |                        |                        |
|  | Alianța Maghiară din Transilvania      | 1          |                        |                        |                        |                        |                        |                        |                        |                        |                        |                        |

## Atracții turistice
- Biserica ortodoxă din satul Bozieș
- Biserica reformată din satul Boghiș, construită între anii 1792-1796
- Biserica reformată din satul Bozieș, construită 1785 [7]
- Orga din Biserică este din anul  1864[7]
- Castelul "Bánffy", costruit în anul 1720
- Băile termale Boghiș
- Moară de cereale, construită în secolul al XVIII-lea
- Monumentul Eroilor din Boghiș. Cele două plachete se află în cimitir[7]